# 趙邦柱
趙邦柱（1558年—1610年），字安甫，號觀一，湖廣武昌府咸寧縣人，明朝政治人物。

## 生平
萬曆四年（1576年）丙子科湖廣鄉試第三名舉人，十七年（1589年）己丑科二甲第二十八名進士。工部觀政，十八年二月授戶部主事，監崇文門稅，課九門鹽法，薊州邊備，二十年改吏部主事，二十二年丁父母憂。服闋，二十七年起為南京兵部主事，改南禮部儀制司主事，歷升南京吏部文選司郎中、南京光祿寺少卿、通政使司右參議，致仕歸里，三十八年（1610年）卒于家，祀乡贤祠。

## 著作
著有《享帚言》、《南遊草》、《悠然齋尺牘》等。

## 家族
先祖為宋朝宗室，廬陵縣人，曾祖趙敬榮徙居咸寧縣。祖父趙魁賢，壽官；父趙鶴，儒官，贈南京光祿寺少卿。母姚氏（封宜人）。弟趙邦梅，萬曆七年舉人。妻魏氏（封宜人），山西按察司副使魏裳女。子趙嗣暐。趙邦梅子趙嗣芳，四川按察司副使。